# 대반열반경소 권9~10
대반열반경소 권9~10(大般湟槃經疏 卷九~十 )은 대한민국 전라남도 순천시, 송광사 사찰에 있는 조선시대의 불경이다. 1963년 1월 21일 대한민국의 보물 제90호로 지정되었다.

## 개요
대반열반경은 부처님의 열반을 다루고 있는 경전으로, 중생들에게 열반을 종교적·철학적으로 깊이 이해시키기 위해 만든 것이다.
이 책은 담무참(曇無嘴)이 번역한 대반열반경에 당나라 법보(法寶)가 주석을 붙인 것으로, 권9와 10이 한 책으로 되어있다.
닥종이에 찍은 목판본이며 크기는 세로 35.5cm, 가로 32.7cm이다.
세조 때 간경도감<刊經都監:세조 7년(1461) 불경을 한글로 풀이하여 간행하기 위해 설치한 기구>에서 교장(敎藏)을 보고 다시 새긴 것인데, 교장(敎藏)은 고려 숙종 4년(1099)에 대각국사 의천이 중국, 요, 일본 등에서 구해 온 불경을 흥왕사에서 간행한 것을 가리킨다.
이 책이 교장(敎藏)이 아니고 교장(敎藏)을 보고 다시 새겼다는 사실은 체재가 두루마리 형식을 따르나 책으로 되어 있다는 점과 종이의 질이 조선 초기의 것이란 점이다. 또한 같은 절에 보관되어 온『금강반야경소개현초』(보물 제207호) 끝에 교장(敎藏)을 원본으로 다시 새겼다는 간행기록이 남아있어 그 확증을 굳혀 준다. 원본 맨 뒤에 있는 기록을 보면 장모(蔣모)가 목판의 글씨를 썼음을 알 수 있으며, 글씨는 당시 유행한 구양순의 서풍을 보여 주고 있다.
국가에서 운영한 간경도감에서 간행한 만큼 원판 못지않게 정성들여 불경을 새겼으며, 불교경전으로서 뿐 아니라 우리나라 판본연구에 귀중한 자료로 평가된다.

## 참고 자료
- 대반열반경소 권9~10 - 국가유산청 국가유산포털